# Погарська Вікторія Вадимівна
Погарська Вікторія Вадимівна (нар. 21 травня 1965) — фахівець у галузі харчових технологій продуктів із рослинної сировини та молока, професор, доктор технічних наук, лауреат Державної премії України в галузі науки і техніки, завідувачка кафедри харчових технологій продуктів з плодів, овочів і молока та інновацій в оздоровчому харчуванні ім. Р. Ю. Павлюк Державного біотехнологічного університету.

## Біографія
Вікторія Вадимівна народилася  21 травня 1965 року в м. Харків.
У 1987 році закінчила Харківський державний університет ім. О. М. Горького.
З 1987 по 1991 роки інженер госпдоговірної теми науково-дослідного сектору Харківського державного університету ім. О. М. Горького.
З 1991 по 1993 роки науковий співробітник науково-дослідного сектору Харківського інституту громадського харчування.
У 1992 році закінчила Харківський інститут громадського харчування.
З 1993 по 1998 роки науковий співробітник Харківського інституту громадського харчування.
З 1998 по 2001 роки викладач Харківської державної академії технології та організації харчування.
З 1999 роки старший викладач.
У 2000 році доцент кафедри охорони праці та екології Харківської державної академії технології та організації харчування.
У 2002 році отримала вчене звання доцента кафедри технології консервування.
З 2003 по 2006 роки навчалася в аспірантурі Харківського державного університету харчування та торгівлі.
У 2006 році лауреат Державної премії України в галузі науки і техніки.
З 2011 по 2016 роки доцент кафедри технології консервування Харківського державного університету харчування та торгівлі.
У 2012 році захистила  докторську дисертацію на тему: «Наукове обґрунтування технології каротиноїдних  і хлорофілвмісних  дрібнодисперсних рослинних добавок».
У 2013 році отримала  вчене звання професора кафедри технологій переробки плодів, овочів і молока.
З 2016 по 2021 роки завідувачка кафедри технологій переробки плодів, овочів і молока (з 2020 року кафедру  перейменовано на кафедру харчових технологій продуктів з плодів, овочів і молока та інновацій в оздоровчому харчуванні) Харківського державного університету харчування та торгівлі.
З 2021 по теперішній час завідувачка кафедри харчових технологій продуктів з плодів, овочів і молока та інновацій в оздоровчому харчуванні ім. Р. Ю. Павлюк (з листопада 2021 року кафедру  перейменовано на  честь її засновника доктора технічних наук,  професора Павлюк Р. Ю.) Державного біотехнологічного університету.
Участь в громадських об'днаннях за професійним спрямуванням:
- член-кореспондент Міжнародної академії холоду;
- член громадянської організації «Міжнародна фундація науковців та освітян»

## Праці
Вікторія Вадимівна авторка понад 800 наукових праць (у співавторстві), в тому числі 10 монографій, 1 енциклопедія, 12 навчальних посібників, 4  міжнародні огляди, 230 статей, 350 тез доповідей на всеукраїнських та міжнародних науково-практичних конференціях Німеччини, Швеції, Іспанії та ін., 150 навчально-методичних розробок.
Основні праці:
- Нанотехнології «NatureSuperFood» для здорового харчування: монографія. Харків: Фактор, 2019. 487 с. (співавтор)
- Development of new method of production of healthful cottage cheese desserts with using vegetable additives in the form of cryopastes and extracts. EUREKA: Life Sciences. 2019. Issue 3. P. 54-61.(співавтор)
- Розробка нового способу та нанотехнологій виробництва рослинних добавок із нуту для виготовлення оздоровчих продуктів. Прогресивні техніка та технології харчових виробництв ресторанного господарства і торгівлі: збірник наук. пр. Харків: ХДУХТ, 2020. Вип 2. Ч. 1. С. 7-23 (співавтор)
- Розробка нанатехнології комбінованих молочно-рослинних закусок для оздоровчого харчування. Прогресивні техніка та технології харчових виробництв ресторанного господарства і торгівлі: збірник наук. пр. Харків: ХДУХТ, 2021. Вип 2(34). С. 42-56 (співавтор)
- Новий напрямок глибокої переробки плодів та овочів в оздоровчі продукти: монографія. Харків: Фактор, 2021. 253 с. (співавтор)
- Каротиноїдні та антоціанові начинки для отримання нового покоління вафельних кондитерських виробів оздоровчого спрямування. Вісник Львів. торг.-екон. ун-ту. Львів: ЛТЕУ, 2022. Вип 32. С. 67-75. (співавтор)
- Новий напрямок глибокої переробки харчової сировини: монографія. Харків: Факт, 2022. 380 с. (співавтор)
- Розробка інноваційної технології оздоровчих сокових напоїв на основі високовітамінних дрібнодисперсних добавок із плодоовочевої сировини. Сталий ланцюг харчування та безпека крізь науку, знання та бізнес: тези доп. Міжнар. наук-практ. конф., 18 травня 2023 р. Харків: ДБТУ, 2023. С. 59-60. (співавтор)
- Антоціанові та хлорофілвмісні добавки-наповнювачі для отримання натуральних десертів високої біологічної цінності оздоровчого призначення. Вісник Львів. торг.-екон. ун-ту. Львів, 2023. Вип. 36. (співавтор)
- Повоєнне відновлення харчової галузі України силами освітян: підготовка та перепідготовка фахівців, розробка та удосконалення технологій, підпримка та супровід підприємств харчового бізнесу. Продовольчі системи України: повоєнне відновлення та забезпечення: матеріали Міжнар. наук.-практ. форуму, 15-16 травня 2024 р. Харків: ДБТУ, 2024. С. 77-78. (співавтор)

## Відзнаки та нагороди
- Державна премія України в галузі науки і техніки;
- стипендія імені Георгія Федоровича Проскури для видатних науковців м. Харкова;
- переможець конкурсу «Кращий вітчизняний товар року» в номінації «Інноваційні розробки» за представлену «Каротиноїдну дрібнодисперсну порошкоподібну добавка з гарбуза»;
- орден Петра Могили;
- переможець конкурсу ГО «Наіональної академії наук вищої освіти України»;
- 30 зототих та 3 срібних медалей від міжнародної спільноти під час участі в Міжнародних кулінарних конкурсах (Україна, Європа, Азія).